# Silhouette (松田聖子のアルバム)
『Silhouette 〜シルエット〜』は、松田聖子の3枚目のオリジナル・アルバム。1981年5月21日にCBS・ソニー（現：ソニー・ミュージックレーベルズ）からリリースされた。

## 制作
帯コピー：扉をあけたら、もうひとりの私…聖子。
先行シングル「チェリーブラッサム」「夏の扉」を収録。
前2作のアルバムでは、全ての作詞を三浦徳子が担当していたが、今作では松本隆（以降の松田の世界観を確立する大きな役割を担った）、財津和夫が参加している。作曲もこれまで小田裕一郎がほとんどを手がけていたが、今作ではシングル2曲を含む5曲を財津が提供している。三浦・小田は今作を最後に松田の作品に参加していない。
アルバム名と同名楽曲は収録されていないが、「白い貝のブローチ」の歌詞中に「シルエット」の語がある。
LPリリースから1か月後の6月21日には、マスター・サウンド（当時のソニーが持てる技術を駆使した最高音質）仕様盤が発売された。
2015年8月28日、待望のSACD化（ハイブリッド盤）。企画、販売は株式会社ステレオサウンド。「松田聖子SACD化プロジェクト」第4弾としてアルバム『North Wind』と同時発売された。オリジナル2トラックミックスダウンマスターに遡ってDSDマスタリングされている。この企画のスーパーバイザーである嶋護（しま・もり）は解説書の中で、「『チェリーブラッサム』の低音をわずかに補強し、他の9曲は低域のエクステンションを髪の毛の先ほどだけエンハンスした。思いもかけないことに、このほんのわずかな作業によって、音像イメージの立体感が著しく増した」とマスタリングの″秘術″の一部を明かしている。

## 収録曲

### レコード / CT
| 全作詞: 三浦徳子（特記以外）。 |                                    |                       |            |            |      |
| #                              | タイトル                           | 作詞                  | 作曲       | 編曲       | 時間 |
| 1.                             | 「Summer Beach～オレンジの香り～」 | 三浦徳子 （特記以外） | 小田裕一郎 | 信田かずお | 3:39 |
| 2.                             | 「白い貝のブローチ」(作詞: 松本隆) | 三浦徳子 （特記以外） | 財津和夫   | 戸塚修     | 3:48 |
| 3.                             | 「Sailing」(作詞: 財津和夫)        | 三浦徳子 （特記以外） | 財津和夫   | 大村雅朗   | 4:11 |
| 4.                             | 「ナイーブ～傷つきやすい午後～」   | 三浦徳子 （特記以外） | 小田裕一郎 | 大村雅朗   | 3:53 |
| 5.                             | 「チェリーブラッサム」             | 三浦徳子 （特記以外） | 財津和夫   | 大村雅朗   | 3:21 |
| 合計時間:                      | 合計時間:                          | 合計時間:             | 合計時間:  | 18:52      |      |

| 全作詞: 三浦徳子（特記以外）。 |                                      |                      |            |            |      |
| #                              | タイトル                             | 作詞                 | 作曲       | 編曲       | 時間 |
| 1.                             | 「あ・な・たの手紙」(作詞: 財津和夫) | 三浦徳子（特記以外） | 財津和夫   | 信田かずお | 4:46 |
| 2.                             | 「Je t'aime」                        | 三浦徳子（特記以外） | 小田裕一郎 | 大村雅朗   | 3:20 |
| 3.                             | 「夏の扉」                           | 三浦徳子（特記以外） | 財津和夫   | 大村雅朗   | 3:30 |
| 4.                             | 「花びら」                           | 三浦徳子（特記以外） | 小田裕一郎 | 大村雅朗   | 3:55 |
| 5.                             | 「愛の神話」                         | 三浦徳子（特記以外） | 小田裕一郎 | 信田かずお | 4:22 |
| 合計時間:                      | 合計時間:                            | 合計時間:            | 合計時間:  | 19:53      |      |

## 楽曲解説

### Side A
1. Summer Beach～オレンジの香り～
松本明子が歌手デビューのきっかけとなったオーディション番組『スター誕生!』（NTV系）のテレビ予選と決戦大会で歌唱している。
2. 白い貝のブローチ
松田の楽曲で初めて松本隆が作詞を手掛けた作品である。
3. Sailing
4. ナイーブ～傷つきやすい午後～
5. チェリーブラッサム
4枚目のシングルA面曲。

### Side B
1. あ・な・たの手紙
2. Je t'aime
3. 夏の扉
5枚目のシングルA面曲。
4. 花びら
5. 愛の神話

## クレジット
Producer: M.Wakamatsu(CBS/SONY), Engineer: T.Suzuki Assitant Engineer: A.Saida
Photographer: T.Mutoh / Designer: M.Yamada / Recorging Date: March, April 1981 Recording Place: CBS SONY Shinanomachi Studio

### Side A
1. Summer Beach～オレンジの香り～
Drums 広瀬徳志 E.Bass 富倉安生 E.Guitar 松下誠 三畑貞二 Percussions 中島御 Chorus 信田かずお 松下誠
2. 白い貝のブローチ
Drums 島村英二 E.Bass 長岡道夫 E.Guitar 芳野藤丸 F.Guitar 吉川忠英 Keyboards 戸塚修 栗林稔 Percussions 中島御 Strings JOEグループ
3. Sailing
Drums 滝本季延 E.Bass 美久月千春 E.Guitar 矢島賢 F.Guitar 笛吹利明 Keyboards 西本明 Percussions 浜口茂外也 Chorus BUZZ 広松美和 Strings OHNO STRINGS
4. ナイーブ～傷つきやすい午後～
Drums 滝本季延 E.Bass 美久月千春 E.Guitar 矢島賢 F.Guitar 吉川忠英 Keyboards 西本明 Percussions 浜口茂外也 F.Horn 数原晋 Strings OHNO STRINGS
5. チェリーブラッサム
Drums 菊地丈夫 E.Bass 岡沢茂 E.Guitar 今剛 F.Guitar 笛吹利明 Keyboards 山田秀俊 田代真紀子 Percussions PECKER Chorus 梅垣達志 尾形道子 広松美和 Strings OHNO STRINGS

### Side B
1. あ・な・たの手紙
Drums 広瀬徳志 E.Bass 富倉安生 E.Guitar 松下誠 F.Guitar 吉川忠英 Keyboards 信田かずお Percussions 穴井忠臣 Strings TOMATOグループ
2. Je t'aime
Drums 滝本季延 E.Bass 美久月千春 E.Guitar 矢島賢 F.Guitar 吉川忠英 Keyboards 西本明 Percussions 浜口茂外也 Trumpet 数原晋 岸義和 Trombone 新井英治 T.Sax JAKE.H.CONCEPTION Chorus BUZZ 広松美和
3. 夏の扉
Drums 滝本季延 E.Bass 富倉安生 E.Guitar 今剛 鈴木茂 Keyboards 田代真紀子 Percussions PECKER Chorus BUZZ 広松美和 Strings OHNO STRINGS
4. 花びら
Drums 滝本季延 E.Bass 美久月千春 E.Guitar 矢島賢 F.Guitar 笛吹利明 Keyboards 西本明 田代真紀子 Percussions 浜口茂外也 Strings OHNO STRINGS
5. 愛の神話
Drums 広瀬徳志 E.Bass 富倉安生 E.Guitar 松下誠 松宮幹彦 Keyboards 信田かずお Percussions 中島御 F.Horn 数原晋 Flute 小出道也 Chorus 信田かずお 松下誠 Strings TOMATOグループ

## 関連作品
- Summer Beach ～オレンジの香り～
  - Bible III
- 白い貝のブローチ
  - 金色のリボン
  - Seiko Matsuda 40th Anniversary Bible -blooming pink-
- Sailing
  - 聖子・fragrance
  - Seaside 〜Summer Tales〜
  - SEIKO SUITE
  - SEIKO MEMORIES 〜Masaaki Omura Works〜
- ナイーブ ～傷つきやすい午後～
  - SEIKO SUITE
- チェリーブラッサム
  - シングル「チェリーブラッサム#関連作品」を参照
- あ・な・たの手紙
  - 聖子・fragrance
  - Seiko Box
- Je t'aime
  - Seiko Box
- 夏の扉
  - シングル「夏の扉#関連作品」を参照
- 花びら
  - Seiko Matsuda 40th Anniversary Bible -bright moment-
- 愛の神話
  - Seaside 〜Summer Tales〜
  - SEIKO SUITE